# 汉斯·恩
汉斯·恩（德語：Hans Enn，1958年5月10日—），奥地利男子高山滑雪运动员。他曾代表奥地利参加1980年和1984年冬季奥林匹克运动会高山滑雪比赛，其中1980年冬季奥运会获得一枚铜牌。